# Afganisztán az 1988. évi nyári olimpiai játékokon
Afganisztán a dél-koreai Szöulban megrendezett 1988. évi nyári olimpiai játékok egyik részt vevő nemzete volt. Az országot az olimpián 1 sportágban 5 sportoló képviselte, akik érmet nem szereztek.

## Birkózás
Szabadfogású
| Versenyző        | Versenyszám | Vigaszágas kiesés                                                                                                  | Vigaszágas kiesés | Helyosztók        | Helyosztók        | Bronz- mérkőzés   | Döntő             | Helyezés    |
| Versenyző        | Versenyszám | Vigaszágas kiesés                                                                                                  | Vigaszágas kiesés | 7. helyért        | 5. helyért        | Bronz- mérkőzés   | Döntő             | Helyezés    |
| Versenyző        | Versenyszám | Ellenfél Eredmény                                                                                                  | Hely.             | Ellenfél Eredmény | Ellenfél Eredmény | Ellenfél Eredmény | Ellenfél Eredmény | Helyezés    |
| ---------------- | ----------- | --- | ----------------- | ----------------- | ----------------- | ----------------- | ----------------- | ----------- |
| Mohammad Razigul | 48 kg       | A csoport · Suryadi Gunawan (INA) · 12–3 · Szergej Karamcsakov (URS) · 2–12 · Ivan Conov (BUL) · 3–10              | 6.                | kiesett           | kiesett           | kiesett           | kiesett           | helyezetlen |
| Ahmad Nasir      | 52 kg       | B csoport · Herbert Tutsch (FRG) · 7–3 · Kim Dzsongo (Kim Jong-O) (KOR) · 5–8 · Szató Micuru (JPN) · kétvállas     | 8.                | kiesett           | kiesett           | kiesett           | kiesett           | helyezetlen |
| Ali Dad          | 62 kg       | A csoport · Marian Skubacz (POL) · 4–8 · Arturo Oporta (PAN) · 7–0 · Mika Lehto (FIN) · 0–7                        | 8.                | kiesett           | kiesett           | kiesett           | kiesett           | helyezetlen |
| Mohammad Shir    | 68 kg       | B csoport · Khenmedekhiin Amaraa (MGL) · 0–15 · Nate Carr (USA) · 0–15                                             | 14.               | kiesett           | kiesett           | kiesett           | kiesett           | helyezetlen |
| Mohammad Taj     | 90 kg       | A csoport · Mehmet Türkkaya (TUR) · 4–14 · Tapha Guèye (SEN) · kétvállas · Iraklísz Deszkulídisz (GRE) · kétvállas | 9.                | kiesett           | kiesett           | kiesett           | kiesett           | helyezetlen |